# 金島駅 (福岡県)
金島駅（かねしまえき）は、福岡県久留米市北野町八重亀にある西日本鉄道（西鉄）甘木線の駅である。駅番号はA06。

## 歴史
- 1921年（大正10年）12月8日：三井電気軌道の駅として開業。
- 1924年（大正13年）6月30日：九州鉄道に合併。同社の駅となる。
- 1942年（昭和17年）
  - 9月19日：九州電気軌道に合併。同社の駅となる。
  - 9月22日：九州電気軌道が西日本鉄道に社名変更。
- 1964年（昭和39年）：駅舎改築。
- 2008年（平成20年）5月18日：ICカードnimoca供用開始。
- 2017年（平成29年）2月1日：駅ナンバリングを導入[1]。
- 2021年（令和3年）4月1日：駅集中管理システムの導入に伴い、終日無人化[2][3]。

## 駅構造

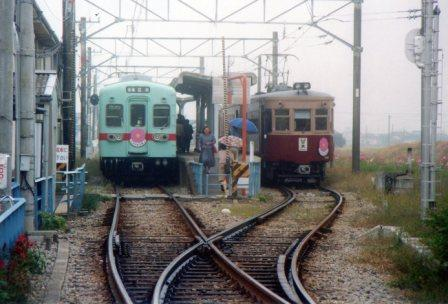
停車中の600形と200形（1992年）。現在は右側にロータリーが整備されている

島式ホーム1面2線を持つ地上駅である。甘木方面乗り場から久留米方面に側線があり、保守車両の留置に使われている。
| ホーム | 路線        | 方向 | 行先                       | 備考 |
| ------ | ----------- | ---- | -------------------------- | ---- |
| 1      | ■西鉄甘木線 | 上り | 宮の陣・久留米・大牟田方面 |      |
| 2      | ■西鉄甘木線 | 下り | 甘木方面                   |      |

## 利用状況
2022年度の1日平均乗降人員は624人である。各年度の1日平均乗車および乗降人員は下表のとおり。
| 年度               | 1日平均 乗車人員 | 1日平均 乗降人員 |
| ------------------ | ---------------- | ---------------- |
| 2007年             | 386              | 768              |
| 2008年             | 404              | 813              |
| 2009年             | 384              | 766              |
| 2010年             | 375              | 763              |
| 2011年             | 358              | 721              |
| 2012年             |                  | 690              |
| 2013年             | 356              | 727              |
| 2014年             | 353              | 715              |
| 2015年             | 331              | 656              |
| 2016年             | 323              | 679              |
| 2017年             | 301              | 635              |
| 2018年             | 293              | 621              |
| 2019年（令和元年） | 301              | 611              |
| 2020年（令和02年） |                  | 493              |
| 2021年（令和03年） |                  | 536              |
| 2022年（令和04年） |                  | 605              |
| 2023年（令和05年） |                  | 610              |
| 2024年（令和06年） |                  | 624              |

## 駅周辺
駅舎と反対側に、駅前広場がある。商店は少ない。
毎年8月最後の日曜日に開催される田主丸花火大会の最寄り駅である。徒歩約20分。
- 「金島駅前」バス停 - よりみちバス「コスモス号」（北野猪口タクシー・安全タクシー運行）
- 称揚寺（金島保育園）
- 久留米市立金島小学校
- 金島郵便局
- 神代病院

## 隣の駅
西日本鉄道
■甘木線
大城駅 (A07) - 金島駅 (A06) - 大堰駅 (A05)